# تراکم کلایزن
تراکم کلایزن(به انگلیسی: Claisen condensation) یک نام واکنش در شیمی آلی از نوع تراکمی است که طی آن یک استر با یک استر دیگر یا با یک ترکیب کربونیل‌دار واکنش داده و تشکیل یک بتا-کتو استر یا یک بتا-دی‌کتون را می‌دهد. این واکنش باید در حضور یک باز قوی انجام گیرد. تراکم کلایزن که نوعی واکنش تشکیل پیوند کربن-کربن است، نخستین بار در سال ۱۸۸۷ میلادی توسط شیمیدان آلمانی رینر لودویگ کلایزن کشف شد.